# Neuroektoderm
Das Neuroektoderm entsteht während der Embryonalentwicklung aus dem äußeren Keimblatt (Ektoderm).
Aus ihm entwickelt sich über das Neuroepithel des Neuralrohrs das zentrale, und über die Neuralleisten auch das periphere Nervensystem. Ebenso stammen die Pigmentzellen vom Neuroektoderm ab sowie die sekretorischen Zellen der neuroendokrinen Drüsen, die in verschiedenen Organen und Geweben über den Körper verstreut liegen als Diffuses neuroendokrines System (DNES). Diese sekretorischen Zellen produzieren Neurotransmitter oder Hormone und werden auch als APUD-Zellen bezeichnet.
Das DNES besteht aus entwicklungsgeschichtlicher Sicht aus drei Gruppen:
- mit neuroektodermalem Ursprung: Hypothalamus, Nebenschilddrüse, Hirnanhangdrüse.
- mit Ursprung in der Neuralleiste: Schilddrüse, Nebennierenmark, Melanoblasten der Haut, Zellen des Urogenitaltraktes, die Serotonin ausschütten.
- Zellen umstrittener Herkunft sind die Langerhans-Inseln der Bauchspeicheldrüse.

## Neuroektodermale Tumoren
Aus dem Neuroektoderm können sich auch bösartige Geschwülste ableiten. Dazu gehören zum Beispiel das Ewing-Sarkom, das als peripherer neuroektodermaler Tumor aufgefasst werden kann, sowie die primitiven neuroektodermalen Tumoren im Zentralnervensystem wie das Medulloblastom.